# 瓦努阿图地理
瓦努阿图是一个位于南太平洋的群岛，包含80个岛屿，海岸线2528公里，面积14,760 km²。
地理坐标为16°00′S 167°00′E。与所罗门群岛与新喀里多尼亚相邻。
瓦努阿图是一个火山列岛。最高点为Tabwemasana山，海拔1877米。
瓦努阿图的自然资源包括阔叶森林与鱼类。1993年，该地75%的土地被林地覆盖，10%用于种植业。2%用于牧业。